# Marco Antistio Labeone
Marco Antistio Labeone (in latino Marcus Antistius Labeo; ... – 10 o 11 d.C.) è stato un giurista romano dell'età augustea, allievo del giureconsulto Trebazio.

## Biografia
Di origine sannita, probabilmente di Ligures Baebiani, presso Benevento, e figlio del giurista Pacuvio Antistio Labeone, fu per tradizione familiare un convinto repubblicano. 
Il suo più famoso rivale, sia nella vita politica per le opposte idee politiche, sia nell'ambito più specifico della giurisprudenza, fu Gaio Ateio Capitone, famosissimo giureconsulto romano.
I due rivali fondarono le due più importanti scuole di diritto della Roma antica, caratterizzate da un differente approccio al diritto:
- la scuola dei Sabiniani, fondata da Ateio Capitone, si distingueva per un atteggiamento maggiormente conservatore rispetto al diritto.
- la scuola dei Proculiani, fondata da Labeone, caratterizzata da un atteggiamento più innovatore nei confronti del diritto da parte dei suoi adepti.

Trovandosi a dover vivere il momento di passaggio dalla repubblica al principato non esitò a schierarsi a favore della prima, arrivando persino a rifiutare il consolato offertogli da Augusto. Il suo cursus honorum, secondo quanto ci riferisce Tacito negli Annales, si fermò dunque alla carica di pretore. Svetonio racconta di lui un episodio curioso:
(Svetonio, Augustus, 54.)
Tacito ci fornisce un giudizio alquanto positivo su Labeone, proprio in raffronto al rivale Capitone: 
| Labeo incorrupta libertate et ob id fama celebratior, Capitonis obsequium dominantibus magis probatur. Illi, quod consulatum adeptus est, odium ex invidia oriebatur. Annales, III, 76 | Labeone serbava incorrotto il senso della libertà e godeva per questo di più larga rinomanza, mentre la condotta ossequiosa di Capitone lo rendeva più caro ai dominatori. Al primo, appunto perché non salì oltre la pretura, questa ingiustizia procurò maggior considerazione: il secondo, per avere ottenuto il consolato, si attirò l'odio che nasce dall'invidia. |

### Opere
Labeone fu anche un fecondissimo scrittore di opere giuridiche. Secondo quanto scrive il giurista Pomponio nel Liber singularis enchiridii, fu l'autore di ben 400 opere giuridiche, un numero certo di assoluta eccezionalità nella Roma antica: 
Tra i più famosi i Libri posteriores, e i commenti Ad edictum, oltre alle opere di commento agli editti del pretore urbano e del pretore peregrino.
È inoltre a lui attribuita la prima definizione di contratto nella storia. Questa fu riportata da Ulpiano nel Digesto come "quelle cose che sono compiute, quelle che sono gestite e quelle che sono contratte...". 
Delle sue opere, oltre a qualche titolo, sono giunti a noi solo alcuni frammenti di testo.